# 宋淇源
宋淇源（1718年—1784年），字毓賢，號守素，江南蘇州府元和縣人，清朝政治人物。

## 生平
宋淇源來自蘇州長洲宋氏家族。曾祖宋振業為康熙十五年（1676年）丙辰科武進士；祖父宋敏行為長洲庠生；父宋安仁（字懷瑾，號南漪，1692-1750）為宋敏行次子，府庠生，歷任景州知州、臨洮府知府、蘭州府知府。母為監生陸純錫女。宋淇源為宋安仁次子，長兄宋巨源，從兄宋清源。
宋淇源為元和監生，考授主簿，加授知縣。乾隆十八年（1753年）任廣西上林縣知縣，二十五年（1760年）任思恩府同知，二十八年（1763年）任泗城府知府，三十年（1765年）任廣東南雄府知府，任內曾推動道南書院（今廣東南雄中學前身）發展，三十三年（1768年）陞廣西左江道，授中憲大夫。三十五年（1770年）因失察廣西鄉試考生朱一沛“臨場改經”案，受交部察議處分。三十七年（1772年）同祖從兄宋清源任思恩府同知，宋淇源時任左江道，依據迴避制度，宋清源改任廣東廉州府同知。四十九年（1784年）春宋淇源卒於里。

## 家庭
夫人為張玉書曾孫女、張邃女。有三子：長子宋枋遠、次子宋柔遠及三子宋遠（原名宋樹遠）。還有一女嫁繆敦仁三子繆瑊。